# Leefbaar Europa
Leefbaar Europa was een Nederlandse politieke partij die meedeed aan de Europese Parlementsverkiezingen 2004.
De partij, in 2004 opgericht door Abraham de Kruijf, wilde het "leefbare" gedachtegoed ook in het Europees Parlement naar voren brengen, maar er was geen directe band met Leefbaar Nederland. De partij had een sterk orthodox-katholiek karakter.
Lijsttrekker was de 81-jarige Jan Leechburch Auwers (1922-2018), eerder actief bij de Nieuwe Roomse Partij (1970-1972), Rooms Katholieke Partij Nederland (1972-1981) en de Katholiek Politieke Partij (1995-1998).
De partij behaalde 9.144 stemmen, niet genoeg voor een zetel. Sindsdien is niets meer vernomen van Leefbaar Europa. De partij nam in 2009 geen deel aan de Europese Parlementsverkiezingen.